# بورکوویتسه
بورکوویتسه (به چکی: Borkovice) یک منطقهٔ مسکونی در جمهوری چک است که در منطقه تابور واقع شده‌است. بورکوویتسه ۱۶٫۲۵ کیلومتر مربع مساحت و ۲۳۱ نفر جمعیت دارد و ۴۱۶ متر بالاتر از سطح دریا واقع شده‌است.